# Pseudotyphistes
Pseudotyphistes és un gènere d'aranyes araneomorfes de la subfamília Erigoninae, dins de la família Linyphiidae. Es poden trobar a l'Uruguai, Argentina, Perú, i al Brasil:
Fou descrit per primera vegada per Paolo Marcello Brignoli l'any 1972.
És sinònim dels gèneres Acanthocymbium Ott & Lise, 1997 i Antronetes Millidge, 1991

## Llista d'espècies
Segons The World Spider Catalog 12.0:
- Pseudotyphistes biriva Rodrigues & Ott, 2007 – Brasil
- Pseudotyphistes cambara (Ott & Lise, 1997) – Brasil
- Pseudotyphistes cristatus (Ott & Lise, 1997) – Brasil
- Pseudotyphistes ludibundus (Keyserling, 1886) – Perú
- Pseudotyphistes pallidus (Millidge, 1991) – Argentina
- Pseudotyphistes pennatus Brignoli, 1972 (Espècie tipus) – Uruguai
- Pseudotyphistes vulpiscaudatus (Ott & Lise, 1997) – Brasil